# Baraqueville
Baraqueville è un comune francese di 3 143 abitanti situato nel dipartimento dell'Aveyron nella regione dell'Occitania.

## Società

### Evoluzione demografica
Abitanti censiti